# Louis-Bruno Keingiaert de Gheluvelt
Louis-Bruno Keingiaert de Gheluvelt (Oudezeele, 12 februari 1760 - Ieper, 12 december 1847) was burgemeester van de Belgische gemeente Geluveld.

## Levensloop
Louis-Bruno Keingiaert was de zoon van Albert François Keingiaert, heer van Gheluvelt, Catsberghe, Eeckebeke en Handdienst, leenheer van het hof en de kasselrij Ieper, hoofd van de wezenkamer van de stad Ieper, en van Marie-Anne van Hardevust, vrouwe van Laeghe. Gheluvelt verwees naar de heerlijkheid die door zijn grootvader Albert-Joseph Keingiaert (1691-1767) was aangekocht in 1737.
In 1790 trouwde hij in Gent met Marie de Lens (1767-1835), dochter van graaf Robert de Lens en van barones Marie de Zinzerling. Ze kregen tien kinderen, zeven in Ieper geboren en drie in Geluveld.
Onder het ancien régime was hij vaandrig bij de Gardes Wallonnes in Spaanse dienst. In 1817, onder het Verenigd Koninkrijk der Nederlanden, werd hij in de erfelijke adelstand erkend en benoemd tot lid van de Ridderschap van de provincie West-Vlaanderen. 
In 1800 werd Keingiaert de eerste burgemeester van de gemeente Geluveld. In 1813 werd hij opgevolgd door Charles de Jacob d'Ougny. Hij bleef nog raadslid tot in 1822. Twee van zijn zoons en een achterkleindochter werden nadien burgemeester van de gemeente. Na 1814 werd hij lid van de Provinciale Staten van West-Vlaanderen.
In 1806 ging de parochiekerk van Geluveld volledig in de vlammen op en werd op negen maanden weer herbouwd, onder meer met de financiële steun van de burgemeester. Op het einde van het keizerrijk was Geluveld een centrum van stevenisme.
In de burgemeesterszetel werd Louis-Bruno Keingiaert opgevolgd door:
- Bruno-Ghislain Keingiaert de Gheluvelt
  - François-Bruno Keingiaert de Gheluvelt
    - Leonie Keingiaert de Gheluvelt.

## Joseph Bruno Keingiaert
Een jongere broer van hem, Joseph-Bruno Keingiaert (Oudezeele, 1768 - Ieper, 1829), was advocaat bij de Raad van Vlaanderen en werd schepen van de stad en van de kasselrij Ieper onder het ancien régime. In de Franse tijd was hij adjoint au maire in Ieper.
Hij werd in 1817, onder het Verenigd Koninkrijk der Nederlanden, erkend in de erfelijke adel en benoemd in de Ridderschap van de provincie West-Vlaanderen. Hij bleef vrijgezel.

## Voetnoot
1. ↑   De heerlijkheid met de wat eigenaardige naam 'Handdienst' was gelegen in Steenvoorde (Zie: Karel de Flou, Woordenboek der toponymie, deel 5, kol. 369.)